# 飛劍記
《飛劍記》全名《鍥唐代呂純陽得道飛劍記》為明代小說家安邑竹溪散人鄧志謨編篡而成的神魔小說，約成書於明萬歷年間，閩書林萃慶堂余氏梓刊本，共二卷十三回。記述唐朝有一神仙姓呂，名嵓，字洞賓，別號純陽子，一生的行履足跡與思想風采。有關呂洞賓的故事流傳久遠，早在宋代就有許多片斷。在這裡將呂洞賓的故事片斷系統化，以呂洞賓的行止為中心線索，描寫了他讀書赴試，中進士擢縣令，拜師修道成仙，遨游四方，行善度人等故事。

## 內容概要

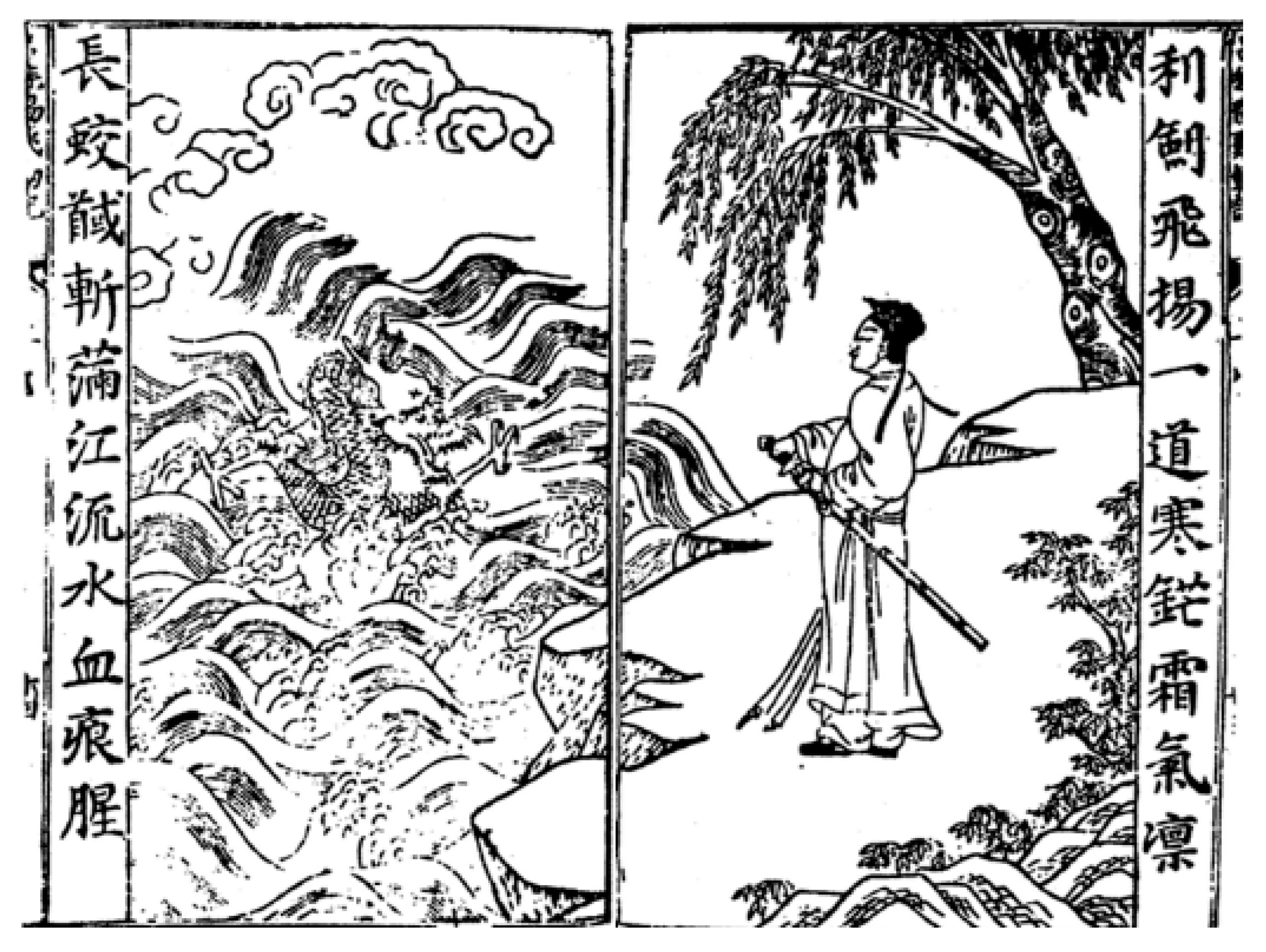
斩精鲛图

故事描述主人翁呂洞賓(呂純陽)自幼聰敏，日記萬言。九歲時，學識超群，能文善詩，所作之文章、所吟之詩句、所寫之字式，可與班固、楊雄、杜甫、李白比美，可惜兩舉進士不第，直至時年六十四歲，才登科進士，授咸寧縣知縣，但年事已高父母俱已喪矣。當呂洞賓欲將赴任時，遇一神仙鍾離權(鍾離子)，在其勸說下，放棄了向往已久的官宦之路，去追求消遙自在、濟民為樂的生活。呂洞賓在鍾離子的幫助下，得道成仙後，便「飛劍斬精鮫」、「飛劍斬猛虎」，為民除兩大禍害。他以各種方式試探人心，四方尋訪善人，使貪色者受到懲戒，貪財者受到教育，非真心從善者決不超渡，親自導民於不善之淵，勸人行善修道以入超脫修道成仙。

## 中心思想
書中主要分三個概要來論述：「道家出世思想」、「道家濟民為樂思想」、「科舉考試諷刺之意」。
- 「道家出世思想」：文章中以「楊雄天錄閣之滅」、「韓信未央宮之禍」是產生消極出世思想的政治根源，透露出中國封建社帝專權分不開，皇帝最怕有志之士的謀逆行為，所以才華、武藝超群者，往往遭受迫害。
- 「道家濟民為樂思想」：提倡救民於水火之中，而且要親自導民於不善之淵。勸人們行善、修道，進而解脫進入天人世界。
- 「科舉考試諷刺之意」：透過科舉考試來諷刺，迂腐的中國封建制度。